# Dadrá e Nagar Aveli Livre
```
   |-
       |
Erro:
:  
valor não especificado para "
nome_comum
"

   |-
       | 
Erro:
:  
valor não especificado para "
continente
"
```

Dadra e Nagar Aveli Livre foi uma entidade política independente que existiu no Subcontinente Indiano entre 1954 e 1961. Foi proclamada por forças pró-Índia que haviam assumido o controle da região de Portugal em 1954, após a Invasão de Dadrá e Nagar Aveli, e deixou de existir após ser formalmente anexada pela Índia em 11 de agosto de 1961, como Dadrá e Nagar Aveli.
A integração de Dadrá e Nagar Aveli na Índia não foi reconhecida por nenhum país até 1974. Na decisão de 12 de abril de 1960 no "Caso relativo ao direito de passagem sobre o território indiano", o Tribunal Internacional de Justiça declarou claramente que Portugal tinha soberania e direitos sobre os territórios de Dadrá e Nagar Aveli, mas reconhecendo que a Índia tinha o direito de negar acesso terrestre para as Forças Armadas de Portugal sobre os territórios Dadrá e Nagar Aveli. Diante do impasse político, o governo indiano enviou Shri K. G. Badlani, um oficial do Serviço Administrativo da Índia (IAS), para representar o país nos territórios.
De 1954 a 1961, o território foi administrado por um corpo chamado Varishta Panchayat de Dadrá e Nagar Aveli Livre. Durante os anos, os territórios gozaram de independência de jure, já que o administrador territorial tinha pouca liberdade para tomar decisões políticas ou diplomáticas a nível externo, fazendo com que Dadrá e Nagar Aveli funcionasse como um protetorado de facto da União Indiana. Havia no entanto a independência a nível económico, com o governo local podendo emitir selos da receita e cobrar os impostos.
Em 1961, quando as forças indianas finalmente anexaram o Estado Português da Índia, por um dia existiu o cargo de primeiro-ministro de Dadrá e Nagar Aveli, de modo que, como chefe de governo, pudesse assinar um tratado com o primeiro-ministro da Índia, Jawaharlal Nehru, em que formalmente Dadrá e Nagar Aveli passassem a integrar plenamente a República da Índia. O tratado foi confirmado pela Décima Emenda da Constituição da Índia.
O território só foi reconhecido como parte da Índia, juntamente com todas as outras possessões portuguesas anteriores, após o reconhecimento desse facto por Portugal, após a Revolução dos Cravos, em 1974. Um tratado foi assinado a 31 de dezembro de 1974 entre a Índia e Portugal em reconhecimento da soberania da Índia sobre Goa, Damão, Diu, Dadrá e Nagar Aveli.
Até 2006, Portugal continuou a conceder a cidadania portuguesa a todos os cidadãos nascidos em Dadrá e Nagar Aveli que desejassem obtê-la. Naquele ano, isso foi alterado para incluir apenas aqueles que nasceram antes de 19 de dezembro de 1961.